# Atila
Atila (gotsko attila, slovensko očka), hunski vojskovodja, * Kavkaz, okoli 406, † Panonija 16. marca 453.
Bil je veliki hunski poglavar, ki je kot prvi združil vse Hune in osvojil precejšen del Evrope in Azije. Na Katalunskih poljih (v današnji Franciji) je leta 451 izgubil bitko proti rimskemu generalu Aetiju. Na lastno pobudo so ga imenovali Šiba božja (tudi Bič božji). Atila je porušil naselbino Atrans - današnje Trojane. 
Atila je bil zadnji in najmočnejši izmed Hunskih voditeljev. Vladal je ogromnemu imperiju, ki se je raztezal od srednje Evrope preko Kaspijskega jezera in Donave vse do Baltika. Bil je prvi in tudi zadnji, ki je združil tako veliko število barbarskih narodov Evrazije (Germani, Slovani in Ugrofinci). S tem je postal glavni nasprotnik in sovražnik Vzhodnega ter Zahodnega Rimskega cesarstva. Med njegove največje dosežke štejemo dvakratni vdor na Balkan, obleganje Konstantinopla in Ravene iz katere je spodil vladarja Valentiniana III. 
Imenovali so ga "flagellum dei" (dobesedno prevedeno"šiba božja"), ker je bil izredno krut. Legenda pravi, da tam, kamor je stopila njegova noga, ni raslo nič več. Z odločnostjo in nasilnostjo je zasedel ozemlje, ki se je širilo od Rusije do zahodne Evrope. Strašil, mučil, trpinčil in ubijal je vse, kar mu je prišlo na pot. V svojih pohodih je uničil mnogo vasi in mest. Vladal je osem let, a čeprav se je njegov imperij porušil s svojo smrtjo, je ostal znan v teku zgodovine. Njegova vladavina je trajala osem let, vse do njegove smrti. Zaradi vseh dosežkov se je njegovo ime ohranilo vse do danes. 

## Začetek
Huni so bili nomadsko pleme iz rodu Xiongnu, ki se je s časoma razvilo v številna druga plemena, kot so Mongoli, Turki in Kitajci. Zaradi svoje spretnosti v bojevanju, hitrega premikanja ter naprednega orožja, so Huni podjarmili mnogo narodov, kljub temu da so bili mnogo bolj civilizirani od njih. 
Atila se je rodil okoli leta 406. Oče mu je umrl, ko je bil še majhen otrok. Pravijo, da naj bi se naučil jahati konja še preden se je naučil dobro hoditi, pri petih letih starosti pa naj bi že znal streljati z lokom. Na začetku 5.stoletja je Rua, Atilov stric, podpisal mirovno pogodbo z Rimsko državo. V pogodbi je bilo dogovorjeno, da mora Rim vsako leto plačevati davščino (160 kg zlata) in da, bodisi Rim kot Huni, lahko držijo talce kot jamstvo. Med njimi je bil tudi Atila. Živel je v Ravenni, zato je na lastne oči lahko spremljal propad Zahodnorimskega cesarstva. Ko je dopolnil dvajset let, se je ponovno vrnil domov. Po smrti strica Rua je zavladal Atilov starejši brat Bleda. V tem obdobju so se Huni domenili z veleposlanci Teodozija II, naj se ubežniki, ki so se zatekli v Bizantinsko cesarstvo, vrnejo nazaj. Leto kasneje sta se Atila in Brat srečala s cesarskimi odposlanci v Margusu (današnja Požarevac) in na konju, kot je bila navada, odločila, da jim bodo Rimljani vrnili ubežnike ter da jim bodo podvojili prejšnji davek. Ko so se Huni umaknili proti notrannjsti, je Teodozij izkoristil priložnost in okrepil mestna obzidja Konstantinopla. 
Huni so ciljali na Perzijo, ker pa so bili poraženi v Armeniji, so te namene opustili. Okoli leta 440 so se spet prikazali na rimskem teritoriju in z izgovorom, da Rimljani niso spoštovali domene, hoteli začeti novo vojno. Leto kasneje so Huni preko Ilirije vdrli na Balkan in tam oropali razna mesteca (Margus in Viminacium) ter zasedli Sigindunum (današnji Beograd). Teodozij je nazaj poklical čete iz severne Afrike, da bi se borile proti Hunom. Atila in Bleda sta medtem zasedal in porušila mnogo mest. Premagala sta rimsko vojsko, zaradi pomanjkanja orožja pa sta se morala ustaviti pred Konstantinoplom. Teodozij je priznal poraz in prosil za mirovno pogodbo.
Leta 445 je Bleda umrl in vladar je postal Atila. Nekateri menijo, da je bil Atila morilec, ker pa za to ni dokazov, se o tem ne govori. Po odhodu Hunov je Konstantinopel prizadelo veliko nesreč. Hude epidemije, lakota, potresi, ki so porušili velik del mesta, so za seboj pustili veliko žrtev. Atila se je spet napotil proti jugu in se ponovno spopadel z rimsko vojsko in jo premagal pri reki Utus. Huni so tako z lahkoto nadaljevali svoj pohod proti Balkanu.

## Atila na zahodu
Atila je jasno povedal, da želi napasti kraljestvo Vizigotov. Onorija, sestra Valentiniana, je Atilo prosila za pomoč in mu v znak sodelovanja podarila prstan. Atila si je to darilo razlagal kot ženitno ponudbo, čeprav mu ga Onorija ni dala s tem namenom. Kljub temu se je Atila z Onorijo poročil in za doto vzel polovico Zahodnega imperija. Ko je Valentinian izvedel za to, je hotel sestro ubiti, a ga je mati Galla Placidia ustavila. Atila je, da bi dokazal Onorijino nedolžnost, poslal poslanca v Ravenno. Poroka pa je bila vseeno veljavna, zato si je vzel dogovorjeno ozemlje. 
Medtem je Teodozij II. umrl, saj je padel s konja. Nasledil ga je Marcijan, ki je ukinil davščino za Hune. Po smrti frankovskega kralja, je spor za dedovanje ločil Atilo in Flavij Ecija. Atila je želel razširiti lasten imperij vse do Atlantskega morja. V ta namen je združil vse podložne narode Gepide, Ostrogote, Erule, Ruge, Scire, Turinge, Alane in Burgunde ter se združil z Vizigoti in Rimljani. Z vojsko, ki je štela od 300.000 do 700.000 vojakov, je prečkal Germanijo in porušil vse kar mu je prišlo na pot. Med vojnimi pohodi je zasedel razna mesta, med katerimi je bilo tudi mesto, v katerem naj bi spoznal Orsolo. Vanjo se je zaljubil . To jo je sprva rešilo smrti, a ko ga je odvrnila, jo je najprej trpinčil in nato ubil. Tudi Ecij je zbral svojo vojsko (Franki, Burugundi in Kelti). Teodorik, kralj Vizigotov, se je združil z Rimljani. Ecij in Teodorik sta prišla v Orleans pred Atilo. Ko je prišel tudi slednji, se je začela divja vojna. Zgodovinarji menijo, da je bila ta vojna ena izmed petnajstih najpomembnejših v zgodovini. Vojne ni zmagal nihče. Obe vojski sta se umaknili. Številne legende pravijo, da je bil ta spopad tako krvoločen in krut, da so reke postale rdeče, tako da so morali vojai svojo žejo pogasiti kar v njih.

## Vdor v Italijo in smrt
Atila se je nato v Italijo vrnil leta 452, da bi se ponovno poročil z Onorijo. Vojska, v večini sestavljena iz germanskih čet, se je bližala Trstu. Vmes se je ustavila v Ogleju, ker je bilo to mesto dobra strateška točka. Atila ga je oblegal tri mesece, dokler ga ni končno zasedel in do konca porušil. Napotil se je proti Padovi, katero je čakala enaka usoda. Mnogo ljudi se je zateklo v laguno, kjer so kasneje nastale Benetke. Nadaljeval je s pohodom do Milana. tam je bival je v kraljevi palači. Znano je, da je bil v tej palači afresk, ki je prikazoval cesarje na prestolih, zraven so bili princi, k iso sedeli ob njihovih nogah. Atila je spremenil afresk tako, da je nanj dal naslikati cesarje, ki so stresali mošnje zlata pred Atilov prestol. s tem je želel pokazati svojo moč in vzvišenost. 
Med tem časom je Valentinian zbežal iz Ravenne v Rim. Ecij je bil medtem še na bojišču in je imel premalo mož za napad, a je točno vedel kaj je treba storiti. Atilova vojska je potrebovala veliko živeža in krme. Nevarnost je na njih prežala tudi s strani epidemij, ki so se z veliko lahkoto hitro širile. Huni so se ustavili pri reki Pad, kjer so se srečali s papežem Leonom I.. Legende pravijo, da je prav on ustavil Atilo tako, da mu je pokazal križ. Atila se je umaknil iz Italije, njegova želja, da bi ponovno napadel Konstantinopel pa ni usahnila, saj Marcijan ni spoštoval domen.
Umrl je leta 453. Prisk piše, da je po poročni zabavi (poročil se je s Krimhildo) umrl, ker se je zadušil zaradi krvavenja iz nosu. Pokopali so ga v trojni krsti (ena v drugi) sestavljeni iz zlata, srebra in železa. Tiste, ki so ga pokopali, so nato ubili, da ne bi nihče ne vedel za kraj pokopa. Imperij Hunov se je porušil s smrtjo njihovega vodje. 